# Passe-partout

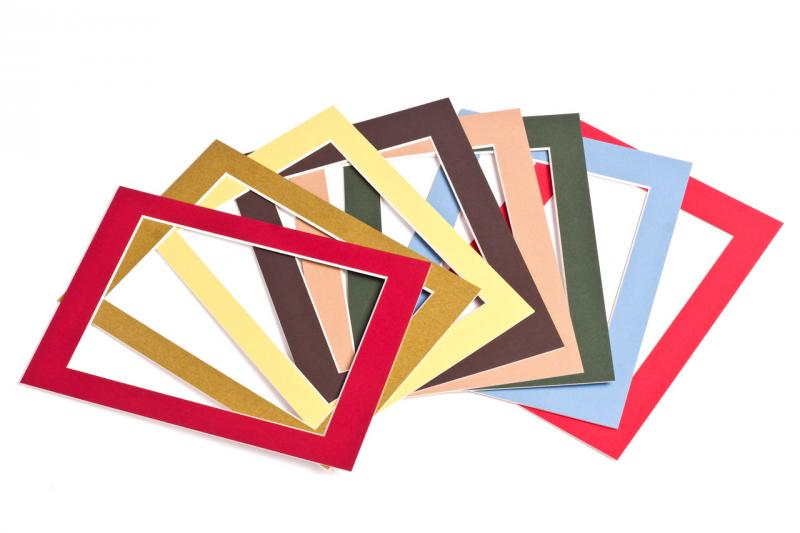
Passe-partout w różnych kolorach

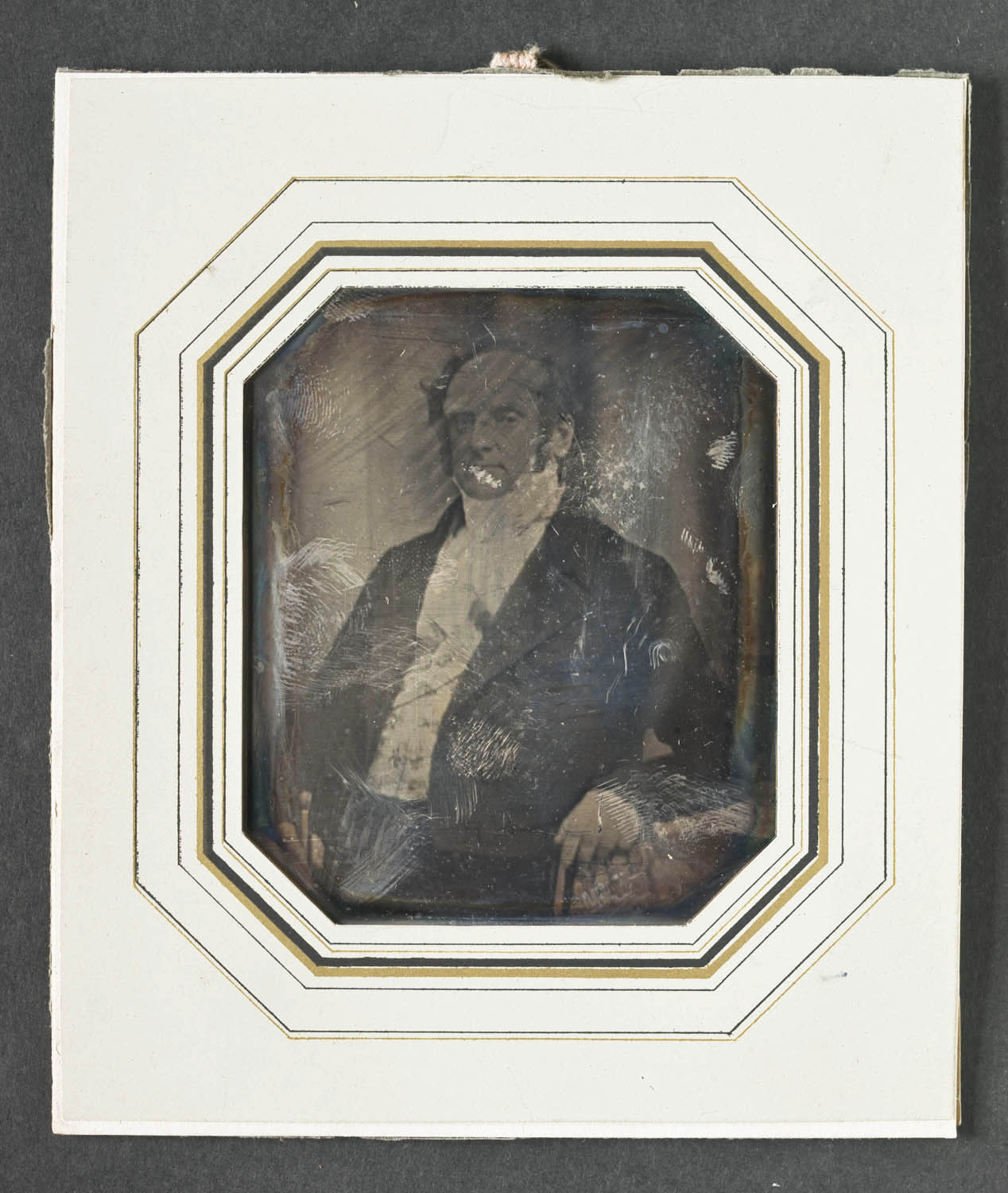
Dagerotyp w passe-partout

Passe-partout (wym. paspartu, wyraz pochodzenia fr.) – kartonowa ramka umieszczana w oprawie obrazu lub innego płaskiego utworu plastycznego, zasłaniająca jego brzegi.
Ramka pełni dwie role: dekoracyjną, która ma na celu poprawienie wyglądu oprawionego dzieła oraz ochronną, służącą do oddzielenia szkła od obrazu lub dokumentu.

## Geneza pojęcia
Technika oprawiania obrazów passe-partout wywodzi się z XVIII wieku. Początkowo ramki były wycinane z tektury. Metoda zyskała popularność w sztuce i fotografii, ponieważ pozwalała podkreślić walory dzieła oraz uchronić je przed zniszczeniem. Nazwa pochodzi z francuskiego i oznacza „przekazać wszystko”.